# Angelo Cambiaso
Angelo Cambiaso (Genova, 13 giugno 1865 – Albenga, 6 gennaio 1946) è stato un vescovo cattolico italiano.

## Biografia
Dopo gli studi liceali, filosofici e teologici, divenne sacerdote dell'arcidiocesi di Genova il 21 settembre 1889.
Dapprima vice-parroco e poi nominato cappellano di una comunità di religiose a Ronco Scrivia, divenne infine parroco di Bavari, di Murta e, successivamente, dell'importante parrocchia di Arenzano. Sensibile verso l'incipiente dottrina sociale della Chiesa, proposta nel magistero dell'allora pontefice Leone XIII, ad Arenzano, durante una controversia fra i padroni dei pescherecci e i pescatori, difese le ragioni di questi ultimi, vedendosi bruciato per rappresaglia il calesse.

### Episcopato
Nominato canonico della Basilica di Carignano di Genova, il 22 gennaio 1915 papa Benedetto XV lo designò vescovo di Albenga; consacrato il 21 marzo a Genova dall'arcivescovo Ludovico Gavotti, fece l'ingresso nella diocesi ingauna poco prima dell'inizio del grande conflitto mondiale.
Nel 1918, travisando il senso spirituale delle parole di una sua lettera pastorale, intitolata "Perché non s'intese il segnale del Cielo che ci chiama a Dio", fu processato, primo vescovo dopo l'unità d'Italia, a causa del clima bellico e per l'anticlericalismo, per "disfattismo in tempo di guerra"; assolto dall'accusa con formula piena dalla Corte d'Appello di Genova pochi mesi prima della fine della guerra, gli fu conferita l'anno successivo dal Governo italiano una medaglia per meriti patriottici.
L'11 aprile del 1918 veniva processato a Finale Ligure e assolto, quando il presidente del tribunale gli chiese se volesse aggiungere qualcosa il presule disse:
L'assoluzione viene data intorno alle 19.15, quando il presidente assolve il Monsignore in base agli articoli 421 di procedura penale e 36 del Codice Penale, per insufficienza di prove, cioè per non avere voluto fare del disfattismo; assieme viene assolto anche il segretario Lazzaro Damonte per inesistenza del reato.

Nel 1924 diede inizio alla costruzione del nuovo seminario diocesano, sul lungomare di Albenga e poi, terminata la costruzione nel 1928, promosse la formazione di una nuova generazione di docenti che accrescessero il livello degli studi liceali (aperti anche ai giovani della città) e filosofico-teologici dei futuri sacerdoti.
Durante la seconda guerra mondiale fu spesso oppositore all'esercito nazifascista, intervenendo più e più volte per salvare le vite dei prigionieri. Arrivò a offrire la propria vita in cambio dei 150 ostaggi rastrellati ad Albenga la notte del 28 settembre 1943. La notte del 24 aprile venne svegliato da Cimitero che gli annunciava la liberazione di Albenga, egli chiese ai partigiani moderazione e misericordia già presagendo le vendette che sarebbero seguite. Il giorno dopo invitò a pranzo Ramon, il capo partigiano, e il Comandante dei Carabinieri, per cercare di mantenere subito l'ordine pubblico. Dopo l'impiccagione di Luigi Redolfi, reo collaborazionista e causa di molte condanne ai Martiri della Foce, decise di far tagliare gli alberi di araucaria in piazza IV Novembre ad Albenga, per evitare che fossero usate come patibolo.

### Morte ed esequie
Morì ad Albenga, il 6 gennaio 1946. Sul manifesto di partecipazione del Comune venne scritto:
Durante il rito funebre, officiato nella chiesa cattedrale di Albenga, dall'Arcivescovo di Genova Monsignor Giuseppe Siri, il canonico Belgrano, nell'orazione funebre lo salutò con l'appellativo Defensor Civium ("difensore dei cittadini"). Venne sepolto nella cappella del seminario da lui edificato.

## Genealogia episcopale e successione apostolica
La genealogia episcopale è:
- Cardinale Scipione Rebiba
- Cardinale Giulio Antonio Santori
- Cardinale Girolamo Bernerio, O.P.
- Arcivescovo Galeazzo Sanvitale
- Cardinale Ludovico Ludovisi
- Cardinale Luigi Caetani
- Cardinale Ulderico Carpegna
- Cardinale Paluzzo Paluzzi Altieri degli Albertoni
- Papa Benedetto XIII
- Papa Benedetto XIV
- Cardinale Enrico Enriquez
- Arcivescovo Manuel Quintano Bonifaz
- Cardinale Buenaventura Córdoba Espinosa de la Cerda
- Cardinale Giuseppe Maria Doria Pamphilj
- Papa Pio VIII
- Papa Pio IX
- Cardinale Gustav Adolf von Hohenlohe-Schillingsfürst
- Arcivescovo Salvatore Magnasco
- Cardinale Gaetano Alimonda
- Arcivescovo Edoardo Pulciano
- Arcivescovo Ludovico Gavotti
- Vescovo Angelo Cambiaso

La successione apostolica è:
- Vescovo Giovanni Battista Chiappe (1922)